# Andrea Roma
Andrea Roma (...) è un disc jockey, produttore discografico e compositore italiano.
All'età di 10 anni inizia a suonare il pianoforte, diventando compositore ed arrangiatore. Sempre attratto dalla musica dance in generale, dall'elettronica più dura alla musica classica, iniziò per gioco ad esibirsi come dj nelle varie discoteche della zona, creando subito piccole organizzazioni d'eventi riscuotendo un ottimo successo.
Nel 2005 consegue il diploma Master Class di Sound engineer ed entra nel mondo discografico professionista. 
In seguito, arrivano le prime collaborazioni con varie labels italiane ed estere più o meno importanti, collaborando con grandi artisti di fama internazionali.
Nel 2006 l'attività di produttore si fa sempre più importante ed entra a far parte dello staff dell'etichetta discografica Mystika Records, prima come DJ/producer e poi come Direttore artistico. 
Nell'estate del 2007, con il progetto Delv & Debox, comincia ad esibirsi in tutta Europa, dando spazio a molteplici sonorità, dalla minimal alla techno passando per melodie electro e chill out, pubblicando brani su Etichette discografiche come Art Minimal Berlin. Il 2007, infatti, si chiude con l'uscita di ben 8 Ep inediti ed altrettanti remix.
Nel 2008 cresce sempre più la notorietà della Mystika Records, ormai divenuta una delle Etichette discografiche di spicco del mercato italiano.
Continuano le collaborazioni europee con l'uscita di Alkaline EP, tramite Noir Music; l’EP riscuote subito un ottimo successo piazzandosi tra le prime posizioni nella classifica del famoso portale di musica beatport, ed è stato subito supportato da grandi dj internazionali quali Mark Knight, Audiojack, Noir e molti altri.
Il 2009 si apre con un nuovo grande riconoscimento a livello internazionale: il remix del brano Deep Fear, pubblicato tramite Vendetta Records. Il remix conquista la prima posizione nella classifica principale di Beatport  e verrà inserito anche in alcuni spot pubblicitari di Armani in Turchia.
Dopo il successo, il DJ instaura rapporti lavorativi con molte star del panorama discografico mondiale e decide di formare la Human Garden Group, una società che racchiude un'etichetta discografica, un'agenzia di management artistico ed una linea di abbigliamento.
Nel 2011 il DJ è nuovamente alla posizione numero uno della classifica di Beatport con il brano Pi Pi Pi, singolo nominato "miglior brano minimal dell'anno" secondo la scelta degli utenti. L’anno seguente, invece, venne nominato come "miglior artista dell'anno", sempre secondo la scelta degli utenti del noto portale musicale.
Dal 2013 lavora per l'etichetta Armada Music.

## Discografia

### Singoli/Ep
- Andrea Roma & Mar - Dark Matter [Human Garden Music]2012
- Andrea Roma & Da Fresh - No Sun [Toolroom Records] 2012
- Andrea Roma – Pi Pi Pi [Bosphorus Underground] 2011
- Andrea Roma – El Dream [Bosphorus Underground] 2011
- Andrea Roma – Dirty Mind [Human Garden Music] 2011
- Andrea Roma & Mark Denken – Great Khali [1605] 2011
- Andrea Roma – That's Why [Beat Therapy] 2011
- Andrea Roma – Stabat Mater [Human Garden Music] 2011
- Andrea Roma & Mark Denken – Pills [1605] 2010
- Andrea Roma – Hand Bag [Toolroom LOTS] 2010
- Andrea Roma – Massive Dynamic Ep [1605] 2010
- Andrea Roma & Spartaque – Sushi [Human Garden Music] 2010
- Andrea Roma – Inside The Beat Ep [Frequenza Records] 2010
- Andrea Roma – Berkin [Bosporus Underground] 2010
- Andrea Roma – Ga Ga Ep [Human Garden Music] 2010
- Andrea Roma & Alberto Fracasso – Sorority Sisters [No Logik] 2009
- Andrea Roma - ing iong Ep [Mystika Records] 2009
- Andrea Roma - Rocker [Bosphorus Underground] 2008
- Lp Ft. Andrea Roma - A Michele [Mystika Records] 2008
- Andrea Roma - Elephant [Jean Records] 2008
- Andrea Roma & Alberto Fracasso - Alkaline Ep [Noir Music] 2008
- Bismark & Andrea Roma - Linea Sporca [Mystika Records] 2008
- Delv & Debox - Cotogna [Italobusiness] 2008
- Bismark & Andrea Roma - Cinderella "The Remixes" [Mystika Records] 2008
- Andrea Roma - Gelato & Prosciutto Ep [Mystika Records] 2008
- Delv & Debox - Sillurgica Ep [Artminimal Berlin] 2007
- Delv & Debox - Buttons Ep [Artminimal Berlin] 2007
- Delv & Debox - Scripa Verba Ep [Dataphonik Musik] 2007
- Andrea Roma - I Feel The Same [Mystika Records, London Music] 2007
- Mystika Crew - Tendency [Mystika Records, London Music] 2007
- Bismark & Andrea Roma - Cinderella EP [Mystika Records] 2007
- Andrea Roma - Underground EP [Mystika Records] 2006

### Remix
- Stefano Noferini – Bambuka [Deperfected] 2012
- Moonbeam - Daydream [Moonbeam Digital] 2012
- Konstantin Yoodza – What Are You Waiting For [Definitive Recordings] 2011
- James Talk – Mafumi [Neurotrax Deluxe] 2011
- Deep Voice – I'm Freak [Human Garden Music] 2011
- Mark Denken – Pindo [Human Garden Music] 2011
- Joe T Vannelli – Do U Wanna Fuck [JTV] 2011
- Alex D'Elia & Nihil Young – Derailed [Frequenza] 2011
- Ahmet Sendil – Are Your Kisses Dynamite [Bosphorus Underground] 2011
- Danyel Irsina – Spartage [No Logik] 2011
- Andrea Bertolini – Beat My Tweet [Stereo Seven] 2011
- Flippers – Golden Choise [Blu Tunes Records] 2011
- Cristian Fisher – 1986 [Definitions Records] 2010
- Mario Ochoa – Last Night [Adverso] 2010
- Citizen Kain – The Worm [Neverending] 2010
- Mds – Butterfly [Takos Records] 2010
- Ozgur Can – Guidelines [Evolution Recordings] 2010
- Ryan Davis – Coccon [Stereo Seven] 2010
- Mario Miranda – Cake [Killing Machine] 2010
- Belvac – Twaine [Sound Mass Recordings] 2010
- Andrea Mattioli – Music Return [Diva Records] 2009
- Ricky Stone – Cantonese Woman [Flat Belly] 2009
- Daniele Petronelli - Gound Zero [No Logik] 2009
- Maurizio Gubellini - Insane [We Love Muzik] 2009
- Egor Boss - Tricked [ItaloBusiness] 2009
- Nikitin & Semikashev – Ultraproof [Human Garden Music] 2009
- Eric Entrena – Underground [Dirty Player Rec] 2009
- Stylus Robb & Mattias – Wow [Molto Rec] 2009
- Nihil Young – Bye Bye My Brain [Frequenza] 2009
- Spartaque - Fake Crisis [Relogical] 2009
- Giash - Muscipula [Bosphorus Underground] 2008
- Drop Down - Piattoporco [Stereo Seven +] 2008
- Sidekick - Deep Fear [Net's Work International] 2008
- John Dahlbäck – I Had A Feeling [Net's Work International] 2008
- Loscoboyz - Dopekid [Ruzzy/No Logik Records] 2008
- Dandi & Ugo - MonAlice [Mystika Records] 2008
- Glitch & Clave - Travelling [Mystika Records] 2008
- F**k It - Sphera [House Traxx] 2008
- Mikel Curcio - Canicatti [London Music] 2008
- Lysark - Up Down This [House Traxx] 2008
- Alberto Fracasso - Mario Super [Mystika Records] 2008
- Seismal D - Zeland [Mystika Records] 2007
- Dj Bismark - Beat [Global Net] 2007
- Mcj Production - Loaded [Irma Elettrica] 2007
- Dj Ketto - Trash [Subtronic Records] 2007
- Alex Costa - This Hot Summer [Presslab Records] 2006